# Pseudosinella sexoculata
Pseudosinella sexoculata är en urinsektsart som beskrevs av Heinrich Wilhelm Schott 1902. Pseudosinella sexoculata ingår i släktet Pseudosinella och familjen brokhoppstjärtar. Arten är reproducerande i Sverige. Inga underarter finns listade i Catalogue of Life.